# MLBハイライト
『MLBハイライト』（エムエルビーハイライト）は、NHK BS1で年度上半期の4-10月の期間に平日ゴールデンタイムおよび土・日曜日深夜に放送していたメジャーリーグベースボールの速報・情報番組である。

## 概要
- NHKではBS1で随時大リーグ生中継を行っているが、日本と米国本土との時差が半日以上あるため日本時間の午前中に編成される場合が多く、会社・学校などでそれが見られない視聴者に対応するために2003年からこの番組を開始した。アナログ・デジタルともに2008年までは画面アスペクト比4:3で放送されていたが、2009年からハイビジョン制作へ移行され、デジタル放送では画面アスペクト比16:9の標準画質での放送となっている。2011年から、BS1のハイビジョン化に伴い、当番組もハイビジョン放送となる。
- 番組ではリーグ別に、その日の日本人選手出場試合やBS1で放送された試合、地区上位同士の対戦や各種タイトルを争う選手達の活躍ぶりを毎回24分[1]にまとめて試合のハイライトシーンを集めて、ナレーターによる解説、もしくは中継されたものを編集し直して伝える。

## ナレーター
- 喜多川拓郎（主として月曜・火曜）
- 藤本幸太郎（主として水曜・木曜）
- 根岸朗（主として金曜・土曜）

## 放送日時
- 原則として平日21:25から21:49。2008年までは土・日の放送はしなかったが、2009年度から土曜日も放送される。また土曜日で編成の都合上放送されない日があるが、その分をBSベストスポーツ（土曜23:00-23:45）で補完する場合がある
- 2012年度は平日の放送分については翌日3時台にも再放送されるようになった（前年度までのNHKプロ野球中継延長時の振り替え枠）。

## NHKプロ野球放送延長時の対応
- 2009年度まで、および2011年度は、当日のNHKプロ野球の放送が延長（原則試合終了まで放送している）された場合、編成の都合上翌日未明3時台に延期する場合があった。
- 2010年は、衛星放送の編成見直しや、NHKプロ野球中継の延長による放送時間の遅延を極力避ける観点から23時に時間枠を変更していた。
- 2012年度は、NHKプロ野球が延長された場合でも、BS102chで定刻に予定通り当番組を放送する形となった。

## 後継番組
2013年度より、同局で日本時間平日23時台に『ワールドスポーツMLB』が編成され、本番組から大幅刷新が図られる。
なお、根岸朗と藤本幸太郎は続投して、引き続きナレーションを担当している。

## エンディング曲
- 2006年 『Stand Up』 フォーティー・デュース
- 2007年 『AWAKENING』 スウィッチフット
- 2008年 『She's A Little Too Good For Me』 ブライアン・アダムス
- 2009年 『My Turn』 フーバスタンク
- 2010年 『Hero』 スキレット
- 2011年 『All the Best』 R.E.M.
- 2012年 『Renegade』 ドートリー